# James Conant
James Ferguson Conant (* 10. Juni 1958 in Kyōto) ist ein US-amerikanischer Philosoph.

## Leben
James Conant – ein Enkel des Chemikers James Bryant Conant – erwarb seinen B.A. in Philosophie und Wissenschaftsgeschichte im Jahr 1982 am Harvard College in Cambridge, Massachusetts. 1990 wurde er an der Harvard University in Philosophie promoviert. Von 1991 bis 1999 war Conant an der Philosophischen Fakultät der University of Pittsburgh tätig. Seit 2000 lehrt er als Professor der Philosophie an der University of Chicago. Im Sommersemester 2004 übernahm Conant eine Gastprofessur an der Universität Potsdam. Seit Dezember 2012 Ko-Direktor des Forschungskolleg Analytical German Idealism (FAGI) an der Universität Leipzig. 2017 wurde Conant mit einer Alexander von Humboldt-Professur an die Universität Leipzig berufen. Er ist außerdem Direktor des Chicago Center for German Philosophy (CCGP). Das FAGI und das CCGP bilden die Hauptachse eines internationalen philosophischen Netzwerks, das sich über Deutschland, Israel und die Vereinigten Staaten erstreckt.

## Forschungen
Conants Forschungen umfassen die Sprachphilosophie und Erkenntnistheorie sowie die Philosophie des Geistes und die Ästhetik. Sein damit verknüpftes Interesse an der Geschichte der Philosophie bezieht sich einerseits auf Kant und den deutschen Idealismus, andererseits auf die Analytische Philosophie von Gottlob Frege, Ludwig Wittgenstein und des Wiener Kreises.
In den Forschungen zu Wittgensteins Philosophie zählt Conant zur Gruppe derjenigen Philosophen, die eine resolute Lesart (resolute readings) vertreten. Die Gruppe, die unter dem Einfluss der Philosophin Cora Diamond entstanden ist, wendet sich gegen eine Standardinterpretaton. Das methodologisch-hermeneutische Leitprinzip dieser Lesart ist vielmehr die Grundannahme, dass ein Mittelweg zwischen den beiden Extremen eines ausschließlich historisch-philologischen Zugangs und einer Instrumentalisierung für systematische Zwecke geboten ist. Ein resolutes Lesen sucht – ausgehend vom Originaltext – nach Beiträgen des historisch eingebundenen Autors Wittgenstein für das gegenwärtige Verständnis philosophischer Probleme. So hat Conant im Rahmen der Wittgenstein-Forschung in seiner Methode den Tractatus Logico-Philosophicus und hier speziell den zentralen Begriff der logischen Syntax untersucht.
Conants Arbeiten zur Analytischen Philosophie befassen sich neben Frege auch mit Rudolf Carnap und Bertrand Russell. Hierbei hat er eine kritische Diskussion Russells Typentheorie einbezogen. Von besonderem Interesse ist in diesem Zusammenhang, dass Conant eine Entwicklungslinie aufzeigt, die von Kants Transzendentaler Logik über Freges Auffassung der Logik hin zum frühen Wittgenstein führt. Diesen Nachweis hat Conant im Jahr 1991 in dem Artikel The Search for Logically Alien Thought veröffentlicht.
Ein weiterer Forschungsschwerpunkt von Conant ist die Geschichte der Analytischen Philosophie. 2017 hat er in Zusammenarbeit mit Jay Elliott in der Norton Anthologies Series den Band After Kant: The Analytic Tradition herausgegeben, der die gesamte Spannweite der analytischen Tradition in der Philosophie von ihren Anfängen bis in die Gegenwart abdeckt.
Harvard University Press brachte 2020 den 1100 Seiten umfassenden Band The Logical Alien: Conant and His Critics (Hrsg.: Sofia Miguens) heraus. Der Band versammelt Kommentare zu Conants The Search for Logically Alien Thought (1991) der acht namhaften Philosophen: Jocelyn Benoist, Matthew Boyle, Martin Gustafsson, Arata Hamawaki, Adrian Moore, Barry Stroud, Peter Sullivan und Charles Travis – gefolgt von Erwiderungen Conants.

## Auszeichnung
- 2016: Alexander von Humboldt-Professur[6]
- 2012: Anneliese Maier-Forschungspreis der Alexander von Humboldt-Stiftung.

## Veröffentlichungen
Englisch
- The Logical Alien: Conant and his Critics, Harvard University Press, 2020
- The Norton Anthology of Western Philosophy: After Kant, Gemeinsam mit Jay Elliott. WW Norton & Co, 2017.
- On Reading the Tractatus Resolutely: Reply to Meredith Williams and Peter Sullivan. Gemeinsam mit Cora Diamond. In: M. Kölbel, B. Weiss (Hrsg.) The Lasting Significance of Wittgenstein’s Philosophy. Routledge 2004

Deutsch
- Friedrich Nietzsche. Perfektionismus und Perspektivismus. Konstanz University Press, Konstanz 2014, ISBN 978-3-86253-042-7.
- Grenzen der Sprache. Eine Skizze von Wittgensteins Spätkritik am Tractatus. Hans Julius Schneider, Carl Friedrich Gethmann (Hrsg.): XXI. Deutscher Kongreß für Philosophie. Akademie Verlag, Leipzig 2011
- Absorption. Die Ontologie einer Spielfilmwelt. In: Geschichte der Germanistik. Deutsches Literaturarchiv Marbach, 2009
- Was ist Pragmatismus? In: Richard Raatzsch (Hrsg.): Wittgenstein Jahrbuch 2003.
- Können unsere kognitiven Vermögen die Gegenstände selbst erreichen? In: Marcus Willaschek, Marie-Louise Raters (Hrsg.): Hilary Putnam und die Tradition des Pragmatismus. Suhrkamp, Frankfurt am Main 2002
- Freiheit, Wahrheit und Grausamkeit: Rorty und Orwell. In: Rainer Born, Otto Neumaier (Hrsg.): Philosophie Wissenschaft – Wirtschaft. Miteinander denken – voneinander lernen. öbv&hpt Verlagsgesellschaft, Wien 2001, S. 75–94, ISBN 3-209-03805-8.